# Pșenîcine, Tokmak
Pșenîcine (în ucraineană Пшеничне) este un sat în comuna Nove din raionul Tokmak, regiunea Zaporijjea, Ucraina.

## Demografie
Componența lingvistică a localității Pșenîcine
     Ucraineană (83,76%)
     Rusă (16,24%)
Conform recensământului din 2001, majoritatea populației localității Pșenîcine era vorbitoare de ucraineană (83,76%), existând în minoritate și vorbitori de rusă (16,24%).